# Tarnów (powiat żarski)
Tarnów (niem. Thurno, Torno) – wieś w Polsce położona w województwie lubuskim, w powiecie żarskim, w gminie Lubsko. Wieś niesołecka (sołectwo w Chełmie Żarskim).
W latach 1975–1998 miejscowość należała administracyjnie do województwa zielonogórskiego.